# Arbognophos
Arbognophos là một chi bướm đêm thuộc họ Geometridae.

## Các loài
- Arbognophos amoenaria (Staudinger, 1897)